# روي يونغ (مغني)
روي يونغ (بالإنجليزية: Roy Young)‏ هو عازف بيانو ومغني بريطاني، ولد في 1937 في لندن في المملكة المتحدة، وتوفي في 27 أبريل 2018 في أكسفورد في المملكة المتحدة.

## وصلات خارجية
- الموقع الرسمي
- روي يونغ على موقع ميوزك برينز (الإنجليزية)
- روي يونغ على موقع ديسكوغز (الإنجليزية)